# Spanische Windtorte

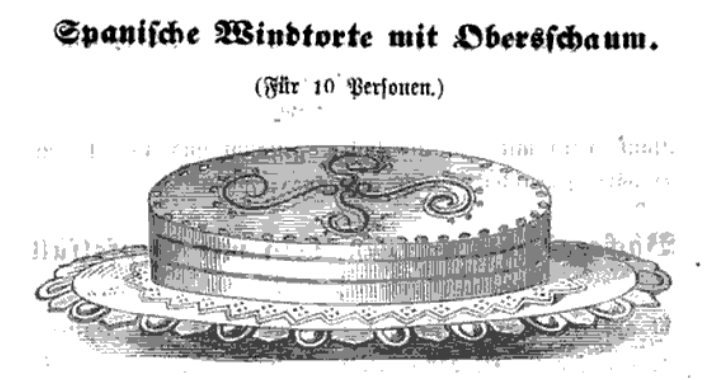
Zeichnung einer Spanischen Windtorte mit Obersschaum (Wien, um 1865)

Eröffnung der Ersten Wiener Konditoreiausstellung 1932

Die Spanische Windtorte ist ein historisches Dessert aus Österreich, das hauptsächlich aus Baiser und Schlagsahne besteht. Erste Rezepte für Torten aus gezuckertem Eiweißschnee belegen österreichische Schriften des ausgehenden 18. Jahrhunderts, unter dem Namen Spanische Windtorte tauchen dann um 1800 detaillierte Rezepte auf. Auf der Ersten Wiener Konditoreiausstellung im Oktober 1932 präsentierte die K.u.K. Konditorei Ch. Demel’s Söhne eine von der Presse als riesig bezeichnete Spanische Windtorte.
Während sie Mitte des 20. Jahrhunderts aus deutschsprachigen Kochbüchern verschwand, erlebte die Spanische Windtorte dank eines Kochbuchs des Journalisten Joseph Wechsberg aus der Time-Life-Kochbuchserie „Foods of the World“ ein Revival in den Vereinigten Staaten von Amerika. 2015 war die Spanische Windtorte Thema einer britischen TV-Sendung. Sie soll Vorbild für die in Australien und Neuseeland beliebte Baisertorte Pavlova gewesen sein.

## Namensherkunft
Die Bezeichnung „spanischer Wind“ für gebackene Schaummasse aus Eiweiß und Zucker kann in alten österreichischen Kochbüchern schon sehr früh nachgewiesen werden. Der Mundkoch F. G. Zenker sinnierte 1818 über die Wortherkunft der spanischen Winde:

„Die Apologie der Benennung läßt sich in ihren Eigenschaften aufsuchen, so z. B. in ihrer unbeschreiblichen Leichtigkeit gegen ihr Volumen, in der Eigenschaft des lieblichen Zerstäubens im Munde u. dgl. m.; warum sie aber gerade den Beynahmen Spanisch führen, ließe sich vielleicht schwerer aufsuchen.“

Das „Illustrirte Lexicon der Gesammten Wirthschaftskunde“ unterschied 1854 zwischen Baiser (drei Lot Zucker auf ein Eiweiß) und spanische Winde (nur zwei Lot Zucker auf ein Eiweiß), heute werden die Begriffe Baiser, Meringue und spanischer Wind synonym verwendet, aber man spricht je nach Zuckeranteil von leichter bzw. schwerer Schaummasse.
Das englische Time-Life-Kochbuch The Cooking of the Viennese Empire (später: The Cooking of Vienna's Empire) schrieb über die Spanische Windtorte unter anderem: „Die Österreicher nennen viele super-elegante Dinge spanisch, und so heisst der Schaum aus Zucker und Eiweiß – in anderen Gegenden als Meringue bekannt – in Österreich ‚spanischer Wind‘ und ist die Grundlage dieses fantastischen Kuchens.“ Die New York Times kommentierte im März 1970 ihr veröffentlichtes Rezept für eine Spanische Windtorte, dass „die Österreicher und Deutschen einen besonderen Namen für Vacherin haben. Sie nennen dies Spanische Windtorte, was wahrlich romantisch ist.“ Der Begriff „spanischer Wind“ wird immer noch für kleine gebackene Meringues verwendet.

## Geschichte

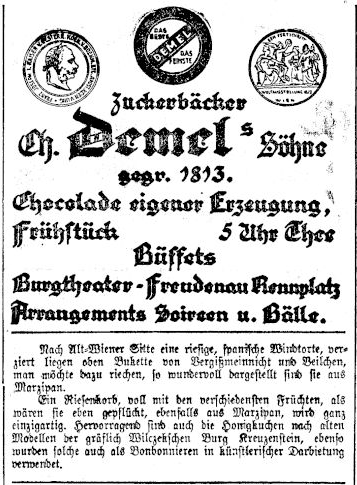
Spanische Windtorte ausgestellt auf der 1. Wiener Konditoreiausstellung, Annonce der Neue Freie Presse Wien, am 5. Oktober 1932

### Österreich
Ein altes Rezept namens „Die gefrorne Tarten zu Machen“ (eine sogenannte „gefrorene“ Torte aus Windmasse) kann in einer Salzburger Papierhandschrift von 1785 nachgewiesen werden, allerdings wird hier keine Füllung erwähnt. Mit „Obers“ (Sahne) gefüllte „spanische Winde“ (Baiser) beschreibt 1793 ein Grazer Kochbuch. Eine andere Handschrift mit zwei Rezepten von Windtorten hinterließ Theresia Müller aus Wien; dieses Kochbuch entstand anscheinend im Umkreis einer herrschaftlichen Küche und wurde von mehreren Schreiberinnen (vielleicht Töchtern) fortgeführt; nur das letzte Rezept wurde mit 1825 datiert. Ein Rezept hieß „Die gerechte Wind Torten“ und ein anderes „Die Eiß Torten“, letzteres entpuppt sich in der Beschreibung als Windtorte:

„Die Eiß Torten: Mache den Teig, wovon man die spanischen Wind macht, auf ein Papier finger dick auf, lasse es schön kühl bachen, auf eine ganze Torten gehören 3 Blatl, und inzwischen ein Eingesodenes, oben auf mache Streif, färbe es mit Schockoladi, das Papier muß man aber zuvor wegnehmen.“

Wie Zenker erläuterte, ist das sogenannte Eiß nichts anderes als Eiweiß mit Zucker, das mindestens eine Viertelstunde lang zu dickflüssigem Teig abgerührt wird.
Aufsehen erregte die Spanische Windtorte auf der 1. Wiener Konditoreiausstellung, die vom 1. bis 9. Oktober 1932 im Schönbrunn-Dreherpark stattfand. Die Wiener Zeitung rühmte die Zuckerbäcker Ch. Demel’s Söhne, die mit „hervorragenden und einzig dastehenden Stücken der Zuckerbäckerkunst“ auf der Ausstellung vertreten war mit beispielsweise einer Darstellung des Lusthauses im Prater oder einer „nach Alt-Wiener Sitte riesigen Spanischen Windtorte“. Die Neue Freie Presse lobte ebenfalls die „riesige Spanische Windtorte nach Alt-Wiener Sitte“, die mit Buketten von Vergissmeinnicht und Veilchen verziert war, sodass „man möchte dazu riechen, so wundervoll dargestellt sind sie aus Marzipan“. Die Wiener Bilder veröffentlichte später ein Foto von der Eröffnung der 1. Wiener Konditoreiausstellung, das auf einem Präsentationstisch eine Torte mit aufgesteckten Sträußchen zeigte.
Franz Maier-Bruck schreibt im geschichtlichen Torten-Kapitel seines Großen Sacher-Kochbuchs, dass im Barock auf die vormals pastetenförmigen Torten das folgte, was man aus heutiger Sicht als Torte betrachtet:

„Ein üppiges, schaumgefülltes Gebilde aus Eiern, Zucker, Butter, Schnee und wenig Mehl - ein Luxusprodukt, vitaminarm und kalorienreich, eine l'art-pour-l'art-Schöpfung „unter deren Glasur Österreich ist“, wie Ludwig Plakolb in „Die weltberühmte Wiener Küche“ pointierte.“

In den österreichischen Kochbüchern erscheinen ab 1699 eine Vielzahl solcher Tortenrezepte, darunter um 1800 auch die Spanische Windtorte. Im 20. Jahrhundert geriet sie in Österreich anscheinend in Vergessenheit, Maier-Brucks Rezept Kaffeewindtorte trägt 1975 den Beinamen „spanisch“ dann nicht mehr.

### Revival im Ausland
In den USA wurde die Spanische Windtorte in den 1960er durch die 16-teilige Kochbuchserie „Foods of the World“ des New Yorker Verlages Time-Life bekannt. Joseph Wechsberg, der schon 1949 für The New Yorker über die österreichische Küche geschrieben hatte, galt in den USA als Gourmet. Daher wurde er von Time-Life beauftragt, über die Küche im „Wiener Kaiserreich“ zu schreiben (engl.: The Cooking of the Viennese Empire), der nostalgische Titel sollte einer der 16 Serientitel werden. Der Auftrag sei eine spektakuläre Ehre und ein Beitrag zur westlichen Zivilisation, ja von globaler Bedeutung – wie von Time-Life gegenüber Wechsberg behauptet. Für diese Kochbuchserie waren Journalisten und Reporter von Time-Life in verschiedenen europäischen Städten unterwegs; in Wien „belagerten“ sie die Konditorei Demel und fotografierten dort viele echte Torten und Kuchen der Bäckerei. Wechsberg recherchierte in Wien auf eigene Faust, als die Kapitel fertig waren, sendete er sie nach New York.
Wechsberg erhielt einige Monate später eine Kopie des Buches, das Cover zeigte die wunderschön fotografierte spanische Windtorte, die jedoch nicht bei Demel in Wien gemacht worden war. Wie Wechsberg berichtet, hatten auch die Konditoren bei Demel so etwas noch nie gesehen. Sie waren sehr beeindruckt und amüsiert, denn der Fotograf Fred Lyon hatte die Spanische Windtorte im Time-Life-Gebäude in New York fotografiert, wo eine Experimentierküche eingerichtet worden war, in der Tausende von Rezepte aus der ganzen Welt für die Kochbuchserie „Foods of the World“ ausprobiert, analysiert und detailliert beschrieben worden waren. Über den Abschnitt zur Spanischen Windtorte in seinem Buch The Cooking of the Viennese Empire, berichtete Wechsberg 1970 in seinem Erinnerungsstück The Ex-Expert:

„‚Mastering Vienna's Pastry Magic‘ the description said, not written by me: Most beautiful of Vienna's round cakes, a baroque triumph in conception, design and execution, besides tasting of heaven, is the Spanische Windtorte.“

„‚Die Wiener Konditormagie meistern‘ hieß es in der Beschreibung, jedoch nicht von mir geschrieben: Die schönste der runden Wiener Torten, ein barocker Triumph in Konzeption, Design und Ausführung, die außerdem auch noch himmlisch schmeckt, ist die Spanische Windtorte.“

2015 wurde die Spanische Torte dann in Großbritannien als technische Herausforderung in der TV-Serie The Great British Bake Off (Episode 4 der 6. Serie) vorgestellt, ihr Erscheinen in der Serie wurde als Grund für einen späteren Popularitätsschub angegeben. Die britische The Daily Telegraph berichtete über die Serie, dass die Spanische Torte früher als „die schickste Torte Wiens“ bezeichnet wurde.

## Herstellung
Zenker schilderte in seiner Lektion „Von spanischen Winden“, wie aus derselben Masse auch die spanischen Windtorten hergestellt wurden. Die Backtemperatur betrug nur 25 Grad auf dem Réaumur-Thermometer (31,25 °C), die Winde sollten dabei eine „sehr schöne Chamois-Farbe“ erhalten; spanische Winde auf italienische Art hingegen waren „herrlich weiß“.
Es sind verschiedene Herstellungsformen von Spanischen Windtorten überliefert. Die einfachste Art war, Baisermasse auf mehrere Oblaten oder Backpapiere in der Größe eines Speisetellers zu streichen, mit viel Puderzucker zu bestäuben und bei sehr geringer Hitze sehr langsam zu backen, da die Windmasse absolut trocken und spröde werden musste. Die Tortenböden wurden mit verschiedenen Füllungen zusammengefügt. Eine andere Art war, tellergroße Kränze aus Baisermasse zu dressieren, sodass eine Creme in die hohle Mitte gefüllt werden konnte. Als Füllungen wurden Obers mit verschiedenem Geschmack (z. B. Vanille-, Mocca-, Kaffee-, Marasquin-, Rum-, Caramel-, Rosenblüte-, Orangenblüte usw.), eingesottene Früchte, „Erdbeerfaum“ (Sahneschaum mit Erdbeeren) oder Gefrorenes aus Himbeeren, Ribisel oder Weichseln eingefüllt bzw. kam zwischen und auch obenauf auf jeden Tortenboden. Variationen der Spanischen Windtorten konnten mit gehackten Nüssen in der Windmasse erzielt werden. Einmal gefüllt mussten die Spanischen Windtorten sofort aufgetragen werden.
Zenker schrieb 1818 über die Verzierung der Spanischen Windtorte:

„Der obenauf bestimmte Reif kann verziert werden, unter dem unerläßlichen Bedingnisse aber, daß die Verzierung höchst einfach und anständig sey, denn eine so lieblich schöne Oberfläche, als sie dieses Gebäcke bey einer aufmerksamen Behandlung gibt, durch Verzierung zu verschönern, wird ein Vorwitz, wenn diese nicht durch Schönheit ihrem Endzwecke vollkommen entspricht.“

Verziert wurden die Spanischen Torten mit „confitirten“ Früchten (die veraltete Bezeichnung Confituren stand sowohl für kandierte als auch für flüssig eingekochte Früchte) oder die Ränder der Tortenböden vor dem Backen noch mit „Perlen“ aus Windmasse eingefasst.

### Offene Zylinderform
Eine praktische Anleitung präsentierte Franz G. Zenker 1818: Kleine spanische Winde wurden auf Holzbrettern gebacken, damit sie nur wenig Unterhitze abbekamen; ihre Mitte sollte weich bleiben, damit sie ausgehöhlt und mit Obers gefüllt werden konnten. Für die Spanische Windtorte wurden aus der Masse zu den spanischen Winden vier schlichte, gleich große Reife auf Kupferblechen gebacken, die gute Unterhitze erzeugten. und die Windmasse „glasspröde“ werden ließen. Der Durchmesser der Baiser-Reife sollte neun Zoll und die leere Mitte fünf Zoll betragen. Die gebackenen Reife stellte man für mehrere Stunden in einen Wärmekasten zum langsamen Auskühlen. Erst kurz vor dem Servieren setzte man die Ringe mit Marillenmarmelade zusammen, stellte sie auf eine Schüssel und füllte die Öffnung mit „gefaumter Milch“ (steifgeschlagene Sahne). Um der Torte einiges Ansehen zu geben, empfahl Zenker die doppelte Masse, also sieben Reife mit Marmelade zusammenzusetzen, den achten Reif unbestrichen als Abschluss.

### Kegelform mit Deckel
Josephine von Saint-Hilaire verziert 1835 in ihrem Kochbuch eine kegelförmige Spanische Wind-Torte mit einem Deckel als Abschluss. Die Baisermasse wird dafür auf runde, tellergroße, in der Größe sich verjüngende Backpapiere gestrichen. Auf die Ränder der Baiserböden werden noch kleine spanische Winde gespritzt. Für den Deckel werden Baiserstreifen kreuzweise auf ein Backpapier gespritzt, in die Mitte drückt man einen „hohen Knopf“ und umgibt ihn mit erbsengroßen Tupfen. Die Zwischenräume werden zum Schluss mit spanischen Winden ausgespritzt, nicht größer als eine Haselnuss. Die Backtemperatur „des überkühlten Ofens“ sei richtig, wenn man einen entblößten Arm hineinhalten könne.

### Kuppelform
1846 beschrieb Zenker dann in seinem Kochbuch „Die Küche des wohlhabenden Wieners“ zwei kunstvolle Spanische Windtorten (eine davon mit Pistazien in der Schaummasse), von „schöner, röthlich-gelber Farbe“, bestehend aus einer Kuppel, die über die mit Konfitüre zusammengesetzten und mit Obers gefüllten Ringe gestülpt wird. Die Kuppel sollte im Durchmesser so groß sein, dass sie in das Innere der Baiserringe passte. Im Abschnitt „Einige markirte Stücke, die Kunstbäckerei betreffend“ beschreibt Zenker Torten für die größere Tafel mit 12 Gedecken, darunter die aufwendiger verzierte Spanische Windtorte: Auf die Ringe wurden spanische Winde so groß wie das Ei einer Taube aufgespritzt und gebacken; beim Herrichten der Torte wurde zwischen diese spanische Winde mit „lebhaften Confituren“ verziert bzw. der letzte Reif wurde auf der „Oberfläche“ mit Marillen und schönen Weichseln verziert, auf die Schüssel getan, die hohle Mitte mit „gefaumtem Obers“ ausgefüllt und die Kuppel „das Ganze krönend“ darübergestülpt.
Die Kuppel wird als schwierig vom Backpapier ablösbar und zerbrechlich beschrieben. Aus steifem Papier wird über einer runden Kupfer- oder Blechform eine Kuppel gemacht, die dicht gedrängt mit kleinen Tupfen aus Eischnee besetzt und gebacken wird. Sie bleibt ungefüllt.

### Zusatzstoffe
In ihrem „Allerneuestes Kochbuch für Fleisch- und Fasttäge“ von 1804 gibt die Autorin Maria Anna Busswald Traganth in die Windmasse zur Spanischen Windtorte. Die Wiener Handschrift der Theresia Müller erwähnt zwei Rezepte aus Windmasse, wobei sie ein „Haßelnußgroß Tragand“ für „Die gerechte Wind Torten“ verwendet.
Eine vorher eigens gebackene Platte aus „Dragantzucker“ diente der Stabilität, die Windtorte wurde auf dieser Tragantschale aufgebaut und dann auf die Schüssel gestellt. Der Codex alimentarius austriacus erlaubt seit 1911 für Windbäckerei nicht mehr die Verwendung von unreinem, nicht geruch- und geschmacklosem Leim und den Zusatz von Alaun.

### Servieren
In den historischen Quellen finden sich vielfach Serviervorschläge, die Windtorten auf eine mit Servietten belegte Schüssel zu stellen. Zuckerbäcker verwendeten für Windtorten spezielle Porzellanplatten mit hohem Rand. War keine solche Tortenschüssel zur Hand, konnte man eine „Windtortenplatte“ basteln, indem man auf eine flache Platte den Rand einer Springform stellte und ihn mit einem papierenen Harmonikaring verzierte.

## Pavlova
Wie Maike Vogt-Lüerssen schreibt, brachten deutsche Siedler im 19. Jahrhundert das Rezept der Spanischen Windtorte in die USA, von wo es nach Australien, dann später nach Neuseeland gelangte und zur dort beliebten Baisertorte Pavlova wurde, benannt nach einer russischen Balletttänzerin.

## Literarische Verwendung
In der Erzählung Die Freiherren von Gemperlein von Marie Freifrau von Ebner-Eschenbach (1889) übergießt eine aufgeregte Köchin die spanische Windtorte mit Bratensoße statt mit Schokolade.